# Карлос Муньйос Кобо
Карлос Муньйос Кобо (ісп. Carlos Muñoz Cobo; нар. 25 серпня 1961, Убеда) — іспанський футболіст, що грав на позиції нападника за клуб «Реал Ов'єдо», низку інших іспанських та декілька мексиканських клубних команд, а також національну збірну Іспанії.

## Клубна кар'єра
У дорослому футболі дебютував 1980 року виступами за команду «Ігуалада» з четвертого іспанського дивізіону, в якій провів три сезони.
1983 року молодого нападника запросила до своїх лав «Барселона», у клубній структурі якої він наступні півтора роки провів виступаючи за другу команду клубу в Сегунді. 1985 року дебютував у Прімері, де на умовах оренди півроку захищав кольори «Ельче», а згодом на аналогічних правах провів по сезону за «Еркулес» та «Реал Мурсія». Сезон 1987/88 провів як орендований гравець у друголіговому «Реал Ов'єдо», де вперше продемонстрував непересічну результативність, ставши з 25 голами у 34 матчах найкращим бомбардиром Сегунди.
Результативність нападника привернула увагу провідних клубів іспанської першості, і влітку 1988 року «Барселона» узгодила умови його трансферу до мадридського «Атлетіко». Утім паралельно з Муньйосом «матрасники» того міжсезоння підписали ще двох нападників, Маноло і бразильця Балтазара, і саме Муньйос зазвичай опинявся поза стартовим складом команди, що раз по раз провокувало його конфлікти з тренерським штабом.
Провівши лише один сезон у Мадриді і забивши у складі «Атлетіко» лише 4 голи у Ла-Лізі, нападник повернувся до клубу «Реал Ов'єдо», з яким уклав повноцінний контракт. Команда на той час вже пробилася до Ла-Ліги, і у її складі Муньйос довів, що може демонструвати високу результативність й граючи проти найсильніших команд Іспанії. Протягом наступних семи років досвідчений нападник лише одного разу записав до свого активу менше десяти голів в іграх чемпіонату за сезон, а в сезоні 1993/94 з 20-ма забитими м'ячами став четвертим у суперечці найкращих бомбардирів іспанської першості. Загалом за «Реал Ов'єдо» у найвищому іспанському дивізіоні взяв участь у 240 іграх, в яких забив 93 голи.
1996 року вже 34-річний на той час гравець залишив «Реал Ов'єдо», утім вирішив продовжити ігрову кар'єру і став гравцем мексиканської «Пуебли». У новому для себе чемпіонаті швидко призвачаївся і почав регулярно забивати. В осінній частині першості 1996/97 з 15-ма забитими голами став найкращим бомбардиром змагання.
Залишивши «Пуеблу» 1998 року, продовжив грати на професійному рівні майже до 40 років, провівши два сезону у команді «Лобос БУАП» з другого мексиканського дивізіону.

## Виступи за збірну
1990 року дебютував в офіційних матчах у складі національної збірної Іспанії.
Загалом протягом двох років взяв участь у 6 матчах національної команди, в яких продемонстрував неабияку результативність, забивши 6 голів. Більшість голів була забити в рамках відбору на Євро-1992, який іспанцям подолати не вдалося. З наступного відбіркового циклу до лав збірної вже не викликався.

## Титули і досягнення
- Найкращий бомбардир чемпіонату Мексики (1):

1996 (Апертура) (15)